# Індіана Джонс і Храм Долі
«Індіана Джонс і Храм Долі» (англ. Indiana Jones and the Temple of Doom) — пригодницький фільм Стівена Спілберга 1984 року, продовження успішного фільму «Індіана Джонс: У пошуках втраченого ковчега».

## Сюжет

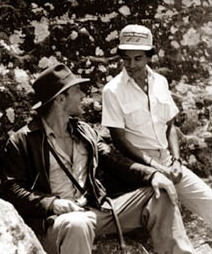
Гаррісон Форд з Чандран Рутно на зніманні фільму

У 1935 в Шанхаї археолог Індіана Джонс зустрічається в кабаре з лідером мафії Лао Че. Він домовляється з ними про обмін урни з прахом імператора Нурхаджі на діамант. Мафіозі погоджуються, після чого вимагають діамант назад і тоді обіцяють дати антидот від випитої Джонсом отрути. Послухавшись, той своєю чергою кличе свого озброєного знайомого Ву Хана, переодягненого офіціантом, але його застрелюють. Археолог влаштовує бійку, співачка Вільгельміна Скотт забирає антидот і діамант, і обоє тікають на заздалегідь приготованому Індіаною авто, яким кермує хлопчик-сирота на прізвисько Малюк. Дорогою Джонс випиває антидот і відлітає з Вільгельміною та Малюком на літаку, не знаючи, що літак належить Лао Че.
Пролітаючи над Гімалаями, пілоти вистрибують з парашутами. Індіана знаходить на борту надуваний човен, всі троє вистрибують в ньому та опиняються в річці, якою припливають до Індії. Жителі місцевого селища вважають прибулих посланцями бога Шиви, котрі позбавлять їх від лиха — поверне священний камінь до храму та визволить їхніх дітей з полону злого магараджі королівства Панкот, який примушує молитися їхньому богу. Вночі один хлопчик, який втік з Панкоти, приносить манускрипт, який переконує Індіану в цінності каменя. Джонс, вирішивши, що це принесе йому багатство, вирушає з Вільгельміною та Малюком на пошуки.
Дорогою співачка жахається місцевих тварин, тоді як Джонс вважає це за примхи. Біля палацу виявляються вівтарі зі слідами людських жертвопринесень. Слони й провідники, злякавшись, тікають. Індіані з друзями лишається йти в палац, де його зустрічає Чаттер Лао, прем'єр-міністр Панкоту. Там же знаходиться з перевіркою капітан Блумберг. На перший погляд палац і його жителі виглядають доброзичливими. Та коли починається бенкет махараджі Залім-Сінга, котрий ще дитина, археолог підозрює, що тут зберігся кривавий культ богині Калі. На бенкеті подають огидну їжу на кшталт червів і мавпячих мізків, махараджа запевняє, що культу давно немає. Вночі на Джонса нападає душитель, але гине сам. Індіана знаходить у спальні Вільгельміни таємний прохід і з Малюком спускається в підземелля, де потрапляють в пастку. Переборовши страх, Вільгельміна спускається слідом і визволяє їх.
Трійця опиняється в печерах, де служителі культу Калі живцем спалюють полонених. При цьому культисти використовують камені, один з яких — вкрадений з селища. Поки археолог викрадає камені, Вільгельміну й Малюка схоплюють. Індіана тим часом знаходить шахту, в якій викрадених дітей примушують тяжко працювати. Врешті Джонс, Вільгельміна та Малюк опиняються разом в клітці. Лідер культу жрець Мола Рам розповідає, що священних каменів було п'ять, але два сховані в тутешніх катакомбах. Для їх пошуків і потрібні раби. Мола Рам посвячує полонених у свій план отримати завдяки каменям магічну силу навернути у свою віру увесь світ. Він змушує Джонса випити зілля, яке затуманює його розум і робить культистом.
На черговому жертвопринесенні Мола Рам готує спалення Вільгельміни. Малюк тікає з шахт і намагається отямити Індіану. Розум археолога прояснюється, він рятує Вільгельміну та забирає камені, після чого визволяє рабів. Махараджа користується зачаклованою лялькою, щоб завадити Джонсу перемогти наглядача. Малюк сходиться в бійці з махараджою, чим забезпечує Індіані перемогу. Він розуміє, що Залім-Сінг був під дією зілля і вертає його до тями опіком. Той радить вибратися на поверхню на вагонетці. Під обстрілом охорони Індіана, Вільгельміна й Малюк проїжджають заплутаними коліями.
Мола Рам наздоганяє втікачів на мотузяному мосту. Джонс погрожує викинути камені, якщо жрець не відпустить його друзів. Джонс перерубує мотузки, воїни жерця падають у прірву, проте сам Мола Рам переслідує його. Коли Мола Рам хапає камені, вони розжарюються, спантеличений жрець падає у прірву, де його з'їдають крокодили. На допомогу прибувають британські війська, а Джонс рятує останній камінь, який повертає в селище. Бачачи радість жителів, він вирішує залишити камінь їм. Оточені вдячними індійцями, Індіана з Вільгельміною цілуються.

## У фільмі знімалися

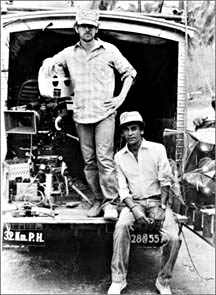
Стівен Спілберг і Чандран Рутно під час зйомок

- Гаррісон Форд — доктор Генрі («Індіана») Джонс мол.
- Кейт Кепшоу — Вільгельміна «Віллі» Скотт
- Амріш Пурі — Мола Рам
- Джонатан Ке Кван — Малюк
- Рой Чао — Лао Че
- Філіп Стоун — капітан Бламберт
- Девід Іп — У Хан
- Рік Янг — Као Кан
- Чуа Ка — Цзю Чен
- Ден Ейкройд — Вебер

## Видалені сцени
- У книзі, за якою знято фільм, Коротун замовляє три авіаквитки до Сіаму. Службовець відмовляється обслуговувати Коротуна, кажучи йому: «Я сумніваюся, що зможу зарезервувати місце для людини вашого табору», на що хлопчик заперечує: «Це не для мене. Це для доктора Джонса, знаменитого професора. У нього дуже важлива урядова справа. Я його асистент», і отримує квитки. Підсівши з Віллі в машину, Інді питає в Ока про квитки та чує у відповідь: «Авжеж, Інді. Містер Вебер надав місця для вас, для мене і для Ву Хана». «Ву Хан не прийде, Коротун», — сумним тоном відповідає Індіана.
- Після аварійної посадки в Індії Індіані належало битися з ведмедем. На фільмуваннях цього епізоду Гаррісон Форд ушкодив спину, а сцену в підсумку вирізали.
- На ранніх стадіях написання сценарію передбачалося влаштувати перегони на мотоциклі по Великій Китайській стіні — епізод пішов би одразу за перестрілкою в клубі «Обі Ван». Втіленню цього задуму в життя завадила категорична заборона китайського уряду. Пізніше цю ідею було втілено в іншому фільмі — Лара Крофт: Розкрадачка гробниць.

## Цікаві факти
- У початкових сценах фільму Гаррісон Форд наслідує Гамфрі Боґарта.
- У фільмі присутній клуб «Obi Wan». У фільмі Зоряні війни, звідки взято цього персонажа — джедая, Гаррісон Форд грав Хана Соло.
- Потаємна кімната, де знизу і зверху вилазять леза, — це, можливо, посилання до IV епізоду Зоряних Війн, де в сміттєвому відсіку почали зсуватися стіни.